# Fadhila Mubarak
Fadhila Mubarak (tiếng Ả Rập: فضيلة مبارك) là nhà hoạt động dân chủ người Bahrain. Ngày 18.5.2011, bà trở thành phụ nữ hoạt động đầu tiên bị kết án về vai trò của bà trong cuộc Nổi dậy ở Bahrain 2011–2012, và tổ chức Ân xá Quốc tế đã gọi bà là tù nhân lương tâm.

## Bị bắt
Ngày 27.3.2011, Fadhila Mubarak đang lái xe chở đứa con trai 8 tuổi cùng 2 đứa cháu gái 14 và 15 tuổi thì bị cảnh sát chặn lại ở trạm kiểm soát gần Riffa (tây nam Manama). Một viên sĩ quan cảnh sát nói với bà rằng bà đã "chơi nhạc kêu gọi lật đổ chế độ", và yêu cầu bà vặn nhỏ âm thanh xuống. Bà từ chối, thay vào đó bà yêu cầu viên sĩ quan cho bà xem giấy chứng minh của anh ta. Theo lời các sĩ quan cảnh sát ở trạm này, thì sau đó bà đã bước xuống xe, túm áo một viên sĩ quan và xô đẩy anh ta. Trái lại, Mubarak nói rằng sau khi bị các sĩ quan lăng mạ rủa xả, thì một người mặc thường phục - mà bà không biết rằng đó là viên sĩ quan an ninh - đã cố đẩy bà vào trong một chiếc xe; bà cưỡng lại và bị viên sĩ quan này đánh vào đầu.
Sau đó bà bị đưa tới đồn cảnh sát ở Rifaa. Sau đó bà nói rằng mình đã bị các nữ cảnh sát viên đánh khi bị giam ở đây, rồi bị chuyển tới đồn cảnh sát ở thị trấn Madinat 'IsaIsa, nơi đây bà cũng lại bị đánh đập nữa. Sau khi nhà chức trách phát hiện ra là bà đã từng tham dự các cuộc biểu tình phản đối trong tháng Ba ở Pearl Roundabout, cũng như một bài thơ mà bà đã viết về cách mạng và tự do cho con trai của mình, thì bà bị một tòa án quân sự sơ cấp thuộc "Tòa án anh ninh quốc gia" Bahrain buộc tội "tấn công một viên chức thi hành công vụ"," kích động hận thù chế độ "," tham gia một cuộc biểu tình với mục đích phạm tội ", và" phá hoại trật tự công cộng ". và ngày 18.5.2011, bà bị kết án 4 năm tù giam. Tổ chức Ân xá Quốc tế cho biết rằng bà đã bị từ chối không được quyền có luật sư bảo vệ cả trước và trong khi xét xử, chỉ một tuần lễ sau khi kết án mới được gặp luật sư lần đầu. Ngày 8.6.2011, bản án của bà được Tòa thượng thẩm giảm xuống còn 18 tháng tù. Ngày 30.1.2012 bản án này đã được Tòa phá án giữ nguyên. Gia đình Mubarak bày tỏ sự lo ngại về sức khỏe của bà, vì ngay trước khi bị tù bà đã được điều trị bệnh u nang buồng trứng.

## Tù nhân lương tâm
Trung tâm Nhân quyền Bahrain đã mô tả việc bắt giam Mubarak là "giam giữ bất hợp pháp chỉ vì bà thực thi quyền tự do ngôn luận của mình theo điều 19 Tuyên ngôn Quốc tế Nhân quyền", và kêu gõi thả ngay bà ra. Ngày 30.1.2012, tổ chức Ân xá Quốc tế đã gọi bà là tù nhân lương tâm "bị kết án trong một vụ xét xử bất công trước tòa án quân sự về những cáo buộc giả mạo về việc đã đấu tranh cho các quyền của bà", và cũng kêu gọi chính quyền Bahrain thả bà ra.

## Phóng thích
Tuy nhiên, dù bản án của bà được tòa phá án Bahrain giữ nguyên hồi cuối tháng 1 năm 2012, nhưng bà đã được phóng thích ngày 6.2.2012. Trong một cuộc mít tinh ở al-Muqsha do phe đối lập Bahrain tổ chức, bà đã được hàng ngàn người ủng hộ vẫy cờ tổ quốc chào mừng với nhạc nền cách mạng.